# Ovča

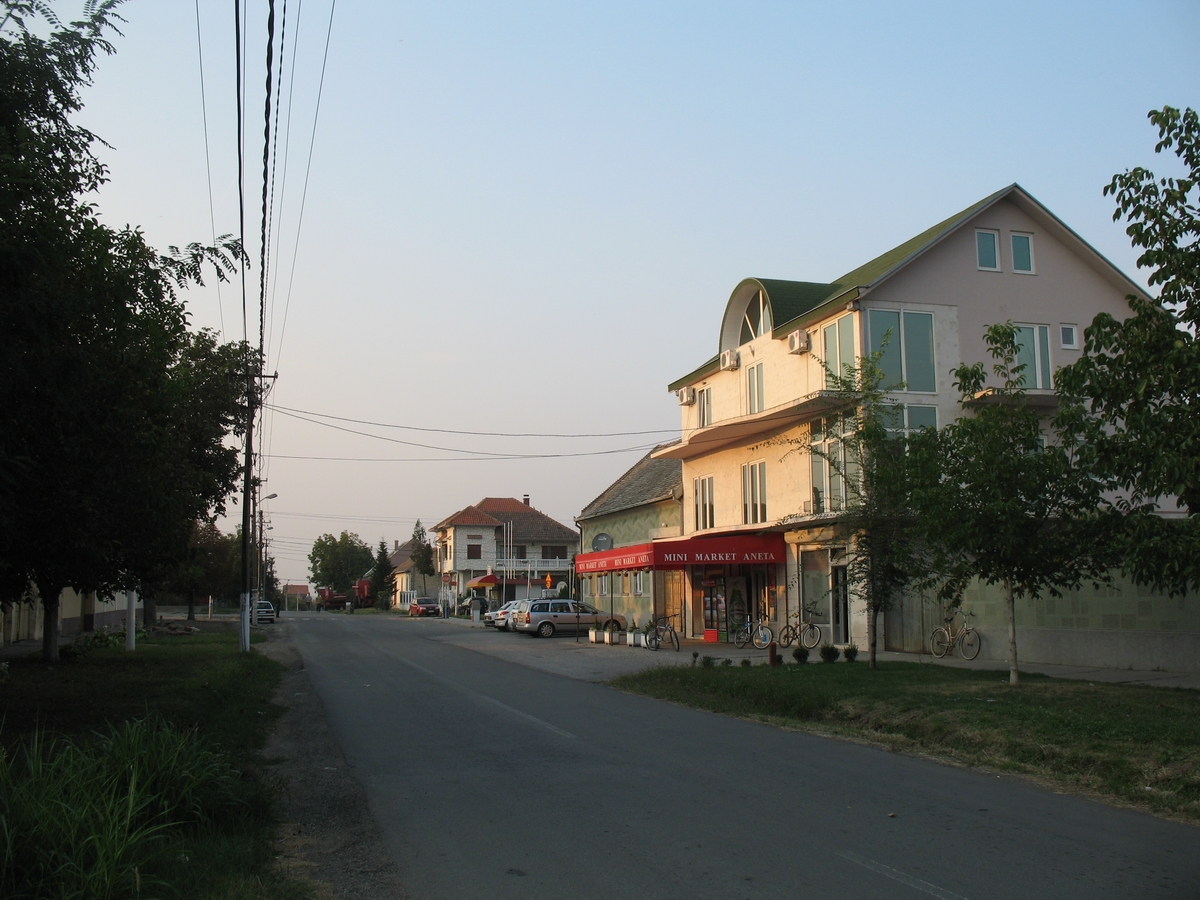
Ulice v Ovči

Ovča (v srbské cyrilici Овча, maďarsky Ovcsa, rumunsky Ofcea) je vesnice, administrativně spadající do opštiny Palilula severně od Bělehradu. Nachází se na levé straně Dunaje, v Banátu. V roce 2011 měla podle sčítání lidu 2742 obyvatel. Známá je díky pramenům léčivých minerálních vod a bahenním lázním. Přes Ovču také prochází železniční trať, která spojuje Bělehrad s obcí Padinska Skela.

## Historie
Vesnice je pod názvem Ovči poprvé připomínána v roce 1456, kdy celá oblast severně od Bělehradu byla součástí uherského království. Jméno je slovanského původu, byť byli první kolonisté, kteří do Ovči přišli Vlachové/Valaši, pastevci ovcí. V roce 1537 byla vesnice spolu s okolím dobyta osmanskými Turkya připojena k Smederevskému sandžaku. 
Mezi 18. a 19. stoletím byla vesnice kvůli epidemii moru opuštěna a vznikla zde vojenská hláska. V roce 1813 oslídlili Ovču noví kolonisté. Ještě v první polovině 20. století byla většina obyvatel Ovči rumunské národnosti, nicméně blízkost hlavního města vedl k nárůstu obyvatelstva, převážně srbské národnosti. Zatímco v roce 1921 měla 1 469 obyvatel, v roce 1971 to bylo již 3 383. Od té doby počet obyvatel i mírně klesá.